# Estadi delle Alpi
L'estadi delle Alpi era un estadi poliesportiu de la ciutat de Torí (Itàlia) entre 1990 i 2009. Estava situat als barris de Vallette i Lucento als voltants de la zona Continassa. Tenia una capacitat per a 71.012 persones i unes dimensions de 105x68 metres. Fou projectat per l'estudi Hutter per al mundial d'Itàlia de 1990, sent seu de tres partits del Mundial d'Itàlia 1990: Brasil-Suècia, Brasil-Costa Rica i Brasil-Escòcia, així com d'un partit de vuitens de final (Brasil-Argentina) i una semifinal (Alemanya Occidental-Anglaterra).
Els treballs de construcció van començar el 1988 i van acabar en poc més de dos anys, gràcies a l'ús extensiu d'elements estructurals prefabricats de formigó armat.
L'estadi era inicialment de propietat del municipi i l'usaven els dos grans clubs de la ciutat, el FC Juventus i el Torino entre 1990 i 2006. El 2002 la Juventus va arribar a un acord pels drets de l'estadi i els les seves àrees adjacents amb el consell de Torí per un import de 24 milions d'euros. El 2006 es va tancar a activitats esportives.
Entre el 2008 i el 2009, la Juventus va completar la demolició de l'estructura, que va ser seguida per la construcció a la mateixa zona d'una nova instal·lació de la seva propietat, el Juventus Stadium, construït el 2011.

## Història

### Projecte
El 1984, la FIFA va assignar oficialment a Itàlia l'organització del Mundial de 1990: el que va comportar un ajust al nivell de les instal·lacions esportives del territori italià. A la ciutat de Torí, hi havia l'Stadio Comunale, construïts el 1933 i que havia estat adoptat durant molt de temps com a terreny domèstic tant de la Juventus com del Torino però que, en aquell moment, s'havia convertit en una instal·lació obsoleta, petita i poc flexible. Aviat va donar lloc a debats sobre el futur de estructura: d'una banda, l'oportunitat de realitzar treballs d'actualització i de l'altra, abandonar-la per construir un nou estadi ciutadà, que va ser la solució que es va triar perquè la reforma del Comunale es va considerar que seria insuficient perquè no continués sent obsolet tant pel comitè organitzador dels Campionats del Món com pels dos clubs de Torí.
Entre les diverses propostes, hi havia la de la Juventus, que a través del llavors president Giampiero Boniperti va presentar al consell regional del Piemont el projecte de construcció d'una nova planta a partir de 80.000 localitats (totes amb seients i cobertes), proposant com a seu l'anomenat "Campo Volo" de Collegno, una comunitat del primer cinturó occidental de Torí. Es van examinar diferents possibilitats i finalment, el març de 1986, es va escollir la zona de la Continassa al districte de la Vallette, que es va fer oficial el 22 de maig següent. El 13 de desembre d'aquell any el consell de Torí va escollir el projecte del grup Acqua Marcia, redactat pels arquitectes Sergio Hutter, Toni Cordero i Francesco Ossola, que preveia dues variants (amb pista d'atletisme o sense) i una capacitat per a 70.000 espectadors amb seient: la inversió completa per a la realització del nou equipament es va estimar en 226 mil milions de lires.
El 9 de març de 1988 van començar les excavacions a la zona de la Continassa, iniciant les obres de construcció de l'estadi, que van finalitzar a l'abril de 1990, inaugurant l'estadi al mes següent.
En el període pre i posterior al mundial, també es van proposar projectes per a la zona contigua de la Continassa: inicialment, es pensava en una "ciutat de l'esport" que havia d'acompanyar l'estadi del Mundial, amb la creació de pistes de tennis i piscines, sala de rock, parcs infantils i instal·lacions bàsiques, amb la masia Continassa del segle xviii que havia d'haver-se convertit una oficina "terciaria esportiva" (formada per oficines, sales de reunions, biblioteca, pensió, bars i restaurants) per a la Federació Italiana de Futbol; després del Mundial, però, el municipi va valorar la idea d'establir-hi un hotel de quatre estrelles a la masia. Cap dels dos projectes es va dur a terme.

### L'elecció del nom
L'elecció del nom es va caracteritzar per un intens debat que va durar fins a uns mesos després de la inauguració. Aviat va passar d'una hipòtesi senzilla i decididament neutra (Nuovo) a la idea de dedicar l'equipament a una personalitat coneguda vinculada a la ciutat i l'esport, com l'equip de Grande Torino, Umberto Caligaris, Guglielmo Gabetto, Valentino Mazzola, Gigi Meroni, Virginio Rosetta, Gaetano Scirea, Vittorio Pozzo (com ja era anomenat el Comunale) o també Sandro Pertini.
L'acord entre el Comune i l'Acqua Marcia preveia que la decisió sobre el nom recauria sobre el consell municipal. El 12 de març 1990 es va presentar una llista de cinc propostes: "Agorà", "Des Alpes", "Eracles", "Summit" i "Zeus", que es va enviar al judici de la ciutadania. En realitat, ja el 6 de febrer el ple de Torí ja havia escollit oficialment pel nou estadi la denominació de "Delle Alpi"; una decisió unilateral que, a posteriori, va crear alguna polèmica per la manera com s'havia dut a terme.

### Inauguració
L'estadi va ser inaugurat el 31 de maig de 1990 amb un partit entre una selecció mixta de jugadors de la Juventus i el Torino (amb uniforme groc-blau, en homenatge als colors cívics de la ciutat de Torí), i el Porto, recent campió de la Lliga portuguesa de futbol. Abans del tret de sortida, es va observar un minut de silenci en memòria dels caiguts del Grande Torino, de les víctimes del Desastre de Heysel i de Gaetano Scirea. El jugador del Torino Haris Škoro va ser el primer goleador absolut al Delle Alpi.

### Els problemes
| «                        | (anglès) Al Delle Alpi […] è come giocare sempre fuori casa. | (català) Al Delle Alpi […] és com jugar sempre fora de casa | » |
| — Giovanni Agnelli, 1997 |                                                              |                                                             |   |

Des dels seus primers mesos de vida, Delle Alpi va comportar diversos problemes que van minar el seu ús en els anys següents, a partir de l'elevat preu del lloguer i els elevats costos de manteniment de la coberta i del terreny de joc, que es van mostrar molt superiors a les previsions anteriors a la construcció de l'equipament.
El segon i, potser, el més gran problema, radicava en la mala visibilitat des de la grada, a causa de la distància excessiva del públic del camp, sobretot des dels costats de les corbes i en els anells superiors, per la presència d'una pista d'atletisme al voltant de la gespa: aquesta s'havia inclòs en el projecte fonamentalment per poder aprofitar el finançament del CONI en la fase de construcció i ben aviat es va mostrar inútil als propòsits d'ús de l'estadi, purament futbolístics, tret dels esdeveniments esporàdics com els campionats italians absoluts d'atletisme de 1991 o la Final del Gran Premi IAAF de 1992. A això se li va afegir la poca comoditat que oferia la tribuna i altres deficiències estructurals, com el sistema d'irrigació que tendia a inundar el rectangle de joc i complicava el manteniment de la gespa.
La suma d'aquests problemes van provocar una clara desafecció cap al nou estadi, tant per part dels afeccionats, que mai van omplir les seves localitats sobredimensionades, com per la dels club de la ciutat, que, en el trienni 1991-1994, van amenaçar diverses vegades d'abandonar el Delle Alpi o fins i tot el mateix Torino.
El 1995, la Juventus va materialitzar, per primera vegada, la idea de deixar Delle Alpi, emigrant a l'estadi Giuseppe Meazza de Milà pels partits de casa de les semifinals i final de la Copa de la UEFA 1994-1995; moviments similars va repetir per a la tornada de la final de la Supercopa d'Europa de 1996, jugada a l'Estadi La Favorita de Palerm, i pels partits de casa de la Copa Intertoto de la UEFA 1999, disputats a l'Estadi Dino Manuzzi de Cesena.
Des de 1994, la Juventus va començar a madurar la idea de construir un estadi propi. La Juventus va voler enderrocar el Delle Alpi i crear un de nou amb 40.000 seients, només per a ús futbolístic; el club, però, estava lluitant per arribar a un acord amb el municipi, propietari de l'estadi.

### Adquisició per part de la Juventus i demolició

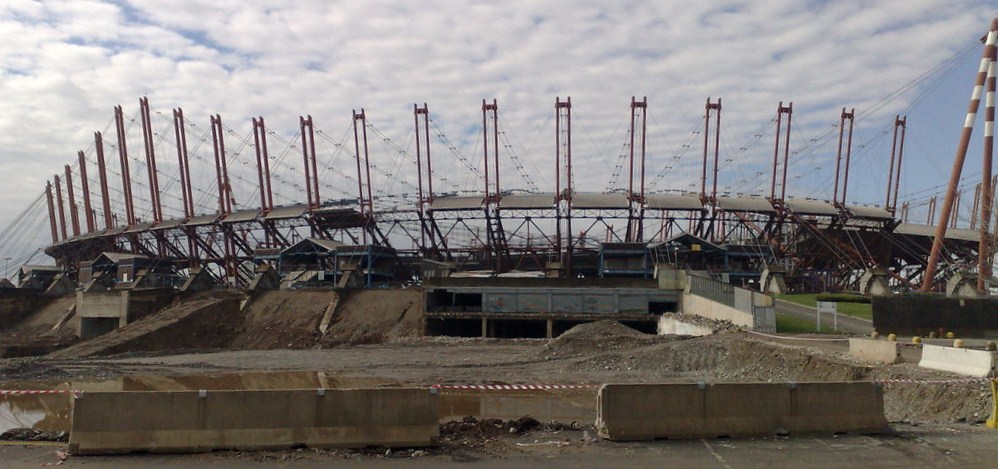
L'estadi durant una fase del seu enderrocament, durant el 2009.

L'equipament va romandre en propietat municipal fins al 18 de juny de 2002, quan es va acabar al final d'una problemàtica a través del diàleg entre les parts, ja que el llavors president de la Juventus Vittorio Chiusano va adquirir els drets de superfície de la zona de l'estadi per la durada de 99 anys, al preu de 25 milions d'euros; al mateix temps, el municipi torinés cedia al Torino l'àrea de l'antic Comunale, per la xifra de 6 milions d'euros; la societat granata mentrestant continuaria jugant al Delle Alpi fins al 2006, paganto el lloguer al club de la Juventus.
Juventus, després de l'acord, a més de construir una nova instal·lació adequada per al futbol, segura i rendible, tenia la intenció de requalificar l'àrea de la Continassa, convertint-la en una ciutadela juventina.
L'últim partit de la Juventus a l'estadi va ser la victòria per 2-1 sobre el Palermo el 7 de maig de 2006, vàlid pel campionat de la Sèrie A; l'últim absolut va ser un partit del Torino, una victòria per 3-1 contra el Mantova l'11 de juny i vàlida per a la final play-off del campionat de la Sèrie B. Un cop tancat a activitats esportives, entre el 2006 i el 2008, l'estadi de Delle Alpi va continuar organitzant alguns concerts. L'enderroc de l'estadi va començar l'11 de novembre de 2008 i va acabar el 25 de juny de 2009. Al mateix terreny deixat lliure, a partir del 30 de juny següent es va construir el nou Juventus Stadium, després anomenat Allianz Stadium, finalitzat i inaugurat el setembre de 2011.